# Нала (Король Лев)
На́ла (англ. Nala) — вигадана левиця і персонаж з діснеївського мультфільму «Король Лев» 1994 року. Подруга дитинства Сімби, згодом його дружина і королева Земель Прайду. З'являлась також у продовженнях «Король Лев 2: Гордість Сімби» (1998) та «Король Лев 1½» (2004). В оригінальному фільмі дорослу Налу озвучила Мойра Келлі, вокал виконала Саллі Дворські, дитячий голос і вокал виконали Нікета Калме і Лаура Вільямс відповідно. В мультсеріалі її озвучила Ґабріель Юніон. У фільмі-ремейку дорослу Налу озвучила Бейонсе, молоду — Шахаді Райт Джозеф. Українською мовою Налу дублювали Валентина Лонська (Король Лев, Король Лев 2, Король Лев 1½) та Нейба Траоре (Король Лев, 2019 року). 
Прототипом персонажа стала Офелія з трагедії Вільяма Шекспіра «Гамлет».

## Розробка
За словами сценаристки Лінди Вулвертон Нала задумувалась «як частину поступового прогресу... який спонукав недавню публічну дискусію про те, чого молодим дівчатам слід очікувати від своїх кінематографічних зразків». За раннім сценарієм у Нали повинен був бути молодший брат Мхіту, який мав супроводжувати її та Сімбу в пригодах і якого Сімба мав врятувати від стада антилоп гну, а також друг-лис на ім'я Бхаті. Крім того, її мали вигнати з Земель Прайду за відмову від романтичних залицянь Шрама, однак від цієї ідеї відмовились через різницю у віці між двома левами. 

## Характер
Акторка Мойра Келлі описала Налу як «розумну і турботливу, але владну героїню», тоді як Ембер Ліб із Bitch Flicks описала її як сильну, незалежну та розумну.
У дитинстві Нала показана зухвалою і енергійною, але у той же час більш розсудливою та кмітливою за свого друга Сімбу. Незважаючи на те що вони з ним іноді сварились, вона завжди була добра з Сімбою і сильно сумувала коли Шрам повідомив що той нібито загинув. Подорослішавши, Нала стає більш стриманою та відповідальною, переконуючи Сімбу повернутись у Землі Прайду і вигнати свого дядька Шрама. Ставши королевою Нала показана вже як мудра, спокійна і сильна дружина та мати.

## Інше
- Ім'я Нала перекладається з суахілі як «подарунок» або «кохана». Також на деяких арабських і африканських мовах воно співзвучне зі словом Nahla — «королева», «лев», «успішна жінка».
- Офіційний сайт Disney.com помістив Налу на восьме місце в рейтингу «Найрозвинутіших діснеївських котів»[4].
- Нала не входить до офіційного списку «діснеївських принцес», оскільки вона не людина.
- Актор Едді Редмейн зізнався що Нала була першою публічною зіркою в яку він закохався[5].